# مدار زمین‌ایستا

در مدار زمین‌ایستا، برای ناظری که روی زمین ایستاده‌است، هر دو ماهواره در مکان‌های خود در آسمان ثابت به نظر می‌رسند.

مدار زمین‌ایستا از نمای کناری

مدار زمین‌ایستا (به انگلیسی: Geostationary orbit) یا مدار زمین‌همگام استوایی که به اختصار GEO نیز گفته می‌شود، یکی از مدارهای زمین‌همگام است. این مدار در ارتفاع ۳۵۷۸۶ کیلومتر بالاتر از سطح‌دریا و دقیقاً بر فراز خط استوای زمین قراردارد. سرعت دورانی لازم برای استقرار یک ماهواره در این مدار، با سرعت چرخش زمین به‌دور خود برابر بوده و در فضا در مکانی ثابت قراردارند و همراه با دَوَران زمین بِدور خود می‌گردند، بنابراین ماهواره‌هایی که در این مدار قراردارند از نگاه فردی که روی زمین ایستاده‌است ثابت به نظر می‌رسند و همواره دارای سایه‌ای ثابت (معروف به «جای‌پا») بر زمین هستند. از این خصوصیتِ بارز مدار زمین‌ایستا، به منظور مخابره امواج‌رادیویی و تلویزیونی استفاده می‌کنند و تمام ماهواره‌های مخابراتی و تلویزیونی بر روی این مدار قرار می‌گیرند. به همین دلیل است که دیش‌های آنتن‌های گیرنده امواج از ماهواره‌ها، به صورت ثابت نصب شده و به موتور برای حرکت دادن مداوم نیاز ندارند.

## نام‌گذاری
این مدار به افتخار آرتور سی. کلارک نویسندهٔ علمی-تخیلی، به نام کمربند کلارک نیز نامیده می‌شود. کلارک در سال ۱۹۴۵ در مقاله‌ای که در مجله «دنیای بی‌سیم» (به انگلیسی: Wireless World) به چاپ رساند، امکان وجود «رله‌های فرازمینی» در مدار اطراف زمین را مطرح کرده بود.

## نقاط مداری
ماهواره‌های مدار زمین‌ایستا، در حالت کلی بر روی مداری با همین نام و بالای خط استوا، در فاصله ۳۵۷۸۶ کیلومتری از سطح زمین قرار دارند. مدارهای زمین‌ایستا یا مدار ۲۴ ساعته؛ دوره گردِشی، درست برابر گردش زمین دارند و سرعت حرکت آن‌ها در مدار حدود سه کیلومتر در ثانیه است. برای ردیابی ماهواره احتیاج به سیستم پیچیده‌ای نیست.
ماهواره‌ها در مدار ثابتِ زمینی، با تعداد کم امکان ایجاد پوشش زیادی را بر روی زمین دارند. تنها سه ماهواره روی این مدار، برای پوشش سطح زمین (به جز قطبها) کافی است. ماهواره نسبت به زاویه‌ای که ایستگاه زمینی آن را می‌بیند، ثابت است، در نتیجه احتیاجی به تغییر جهت آنتن نیست ولی تنظیم آن ضروری است. تعداد زیادی از ایستگاه‌های زمینی می‌توانند تحت پوشش یک ماهواره در این مدار قرار گیرند، به طوری که آنتن هر ماهواره می‌تواند حداکثر ۴۲/۴ درصد سطح کره زمین را بپوشاند.
مدارِ زمین‌ایستا، یک مدارِ دایره‌ای با شعاع ۴۲۱۶۴ کیلومتر است. همه مدارهای زمین، چه مدور یا بیضوی، دارای محورِ نیم‌قطر بزرگ یا اوج یکسان هستند. در واقع، مدارهایی با دوره گردشِ مشابه، همیشه اوج مشابه‌ای دارند. در موارد خاص از یک مدار زمین‌ایستا، رَدگیری مسیر اینگونه ماهواره‌ها بر روی زمین، تنها یک نقطه در خط استواست. در حالت کلی یک مدار زمین‌ایستا با تمایل غیر صفر یا خروج از مرکز و مدار، در صورت تغییر جای نقطه آن بر روی‌زمین، معمولاً قبل از پایان روز نجومی به همان مکان بازمی‌گردد.
در این معادله P دوره مداری و μ ثابتِ گرانشِ زمینی است و مساوی می‌شود با ۳۹۸۶۰۰٫۴۴۱۸ ({\displaystyle Km3/S2}).

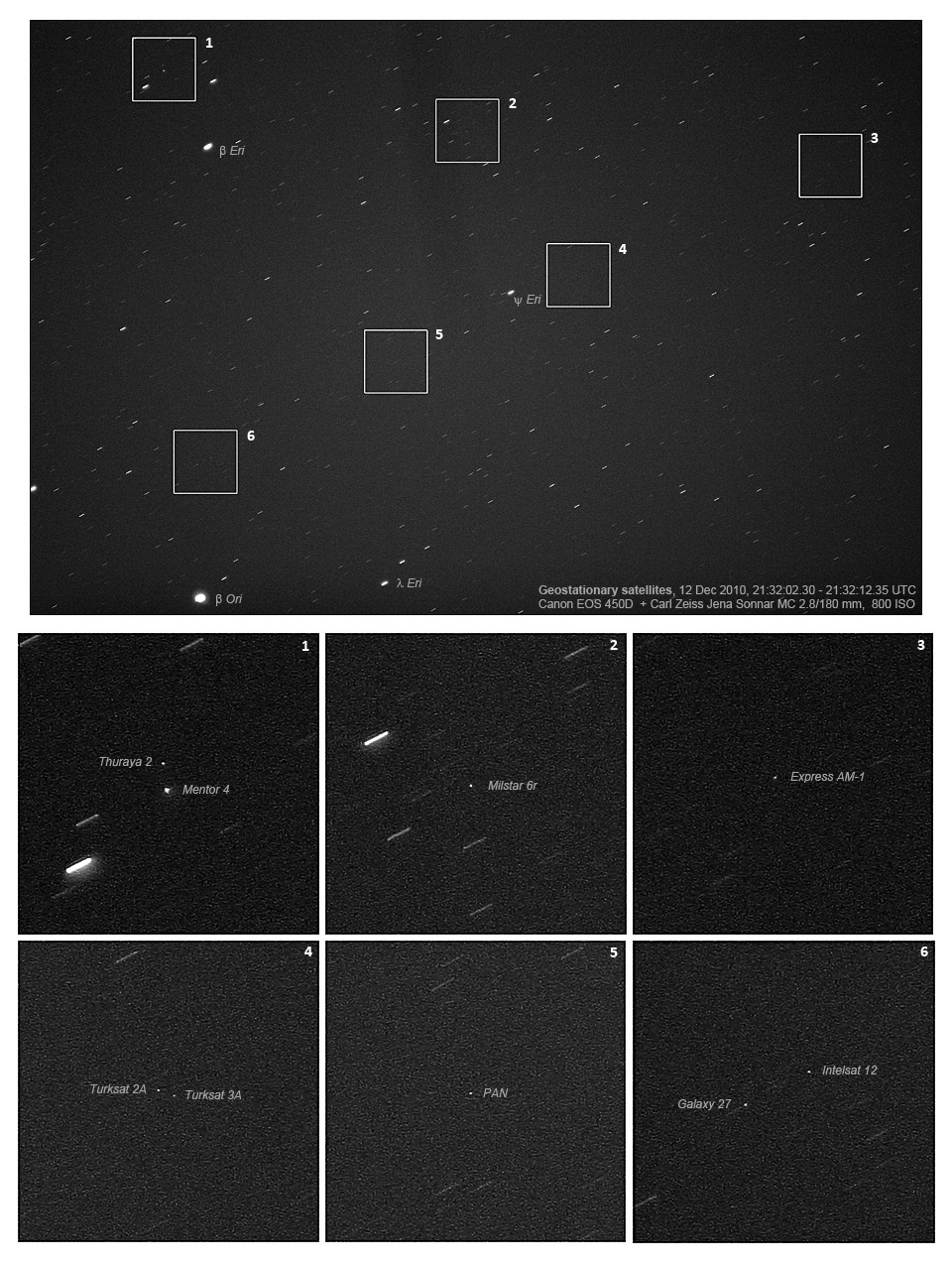
یک نمای ۵x۶ درجه از کمربند زمین‌ایستا و نمایش تعدادی از ماهواره‌ها، نمای کسانی که با تمایل صفر درجه از کمربند مورب، به تصویر دسترسی دارند. تعدادی جرمِ کوچک در بالای خط استوا دیده می‌شوند، آن نقاط نورانی ثابت کوچک ماهواره‌اند، در حالی که ستارگان مسیرهای پاره‌خطی نورانی ایجاد کرده‌اند.
این عکس توسط دوربین کنون EOS 450D و لنز ۲٫۸/۱۵۰ میلیمتری ساخت شرکت کارل زایس مدل Jena Sonnar MC، با ایزوی ۸۰۰، در تاریخ ۱۲ دسامبر ۲۰۱۰ توسط Marco Langbroek و از آسمان هلند گرفته شده‌است.

{\displaystyle a={\sqrt[{3}]{\mu \left({\frac {P}{2\pi }}\right)^{2}}}}

## موقعیت ایران
مدار زمین‌ایستا منحصربه‌فرد است و از همین رو برای قرار دادن یک ماهواره در آن باید از اتحادیه بین‌المللی مخابرات (به انگلیسی: ITU) کسب مجوز نمود. این اتحادیه فضای اشغال شده توسط این مدار را به صدها تکه کوچک تقسیم کرده‌است که هر کدام را یک نقطه مداری می‌نامند. ماهواره‌های مخابراتی باید در میانه این فضای اختصاص داده شده قرار گیرند تا از تداخل رادیویی و احتمال برخورد ماهواره‌ها با یکدیگر اجتناب شود.
به دلیل ظرفیت محدود این مدار در پذیرش ماهواره و جلوگیری از مشکلات فنی و همچنین سوءاستفاده برخی از کشورها در اشغال بی‌دلیل نقاط مداری، اتحادیه بین‌المللی مخابرات راه دور وظیفه تخصیص این نقاط و نظارت بر عملکرد دولت‌ها در این زمینه بر عهده دارد. وقتی کشوری موفق می‌شود یک نقطه مداری را تصاحب کند باید ظرف زمان مشخصی ماهواره مخابراتی خود را در آن نقطه مداری مستقر کند. اگر چنین اتفاقی رخ نداد اتحادیه بین‌المللی مخابرات راه دور حق دارد مالکیت کشور اول را لغو و نقطه مداری را در اختیار کشور دیگری بگذارد و این همان نکته‌ای است که موجب شده‌است ایران نقاط مداری خود را از دست بدهد.
تصاحب نقاط مداری در منطقه خاورمیانه بسیار مشکل است، زیرا هم‌اکنون امارات متحده عربی بیش از ۱۲۰، ترکیه بیش از ۷۰، اسرائیل بیش از ۵۰، مصر ۱۸، پاکستان ۱۵ و قطر ۱۳ نقطه جدید را رزرو کرده و در نوبت واگذاری قرار دارند.
در سال ۱۳۵۶ با تلاش و با استفاده از موقعیت سیاسی کشور در آن سال، ایران توانسته بود سه نقطه مداری زهره (۱٬۲٬۳) که با توجه به موقعیت‌شان استراتژیک محسوب می‌شدند را از آن خود کند. ایران ۹ سال فرصت داشت تا ماهواره‌های خود را در این نقاط مستقر کند، اما به دلیل شرایط پس از انقلاب ۱۳۵۷ ایران و جنگ ایران و عراق این فرصت ویژه از بین رفت. سازمان فضایی ایران توانست با تمهیداتی از جمله استقرار چند ماهواره دست دوم در این نقاط زمان حفظ نقاط مداری خود را افزایش دهد، اما سرانجام در سال‌های ۱۳۸۷ و ۱۳۹۱ دو نقطه مداری از سه نقطه از دسترس ایران خارج شد و به گفته کارشناسان، خسارتی جبران ناپذیر و سنگین به کشور وارد شده‌است.

### سال‌های اخیر
در سال‌های اخیر سازمان فضایی ایران توانسته‌است، ۱۳ نقطه مداری را برای ایران رزرو کند. در خوشبینانه‌ترین پیش‌بینی‌ها و به شرط بهبود شرایط علمی کشور و تبادل روابط با دیگر کشورها ممکن است، تا حدود پنج سال دیگر حداکثر دو یا سه نقطه به ایران واگذار شود.
استفاده از فرصت‌های مطالعه و پژوهش‌های عملی در رده‌های علمی برای یک کشور، از آن دسته فرصت‌های طلایی ایست که می‌تواند، مسیر دسترسی آن کشور را به سوی پیشرفت‌های اساسی هموار کند.